# SMN
SMN که مخفف عبارت انگلیسی «بقای سلول عصبی حرکتی» (انگلیسی: Survival of motor neuron) است، نام پروتئینی است که در انسان توسط ژن‌های SMN1 و SMN2 کد می‌شود.
این پروتئین در سیتوپلاسم سلول‌های جانوری و همچنین هستهٔ آنها یافت می‌شود و کارش تنظیمِ رونویسی ژنتیکی، بازسازی تلومراز و انتقال فعال سلولی است. کمبودِ این پروتئین که اغلب ثانویه به جهش SMN1 است، منجر به نقضِ شدیدِ پیرایش آران‌ای، به‌ویژه در نورون‌های حرکتی نخاع می‌شود و یکی از عوامل بروز آتروفی عضلانی نخاعی است.
پژوهش‌های بعدی نشان داد که این پروتئین در حرکتِ سلول‌های عصبی جنینی و تمایز آنها نیز نقش دارد.